# Hans van Breukelen
Hans van Breukelen (Utrecht, 1956. október 4. –) Európa-bajnok holland labdarúgókapus.

## Pályafutása

### Klubcsapatban
1964-ben az utrechti BVC korosztályos csapatában kezdte a labdarúgást. 1975-ben szerződtette az FC Utrecht, ahol hét idényen át védett. 1982 és 1984 között az angol Nottingham Forest labdarúgója volt. 1984-ben hazatért és a PSV Eindhoven kapusa lett. A PSV-vel hat bajnoki címet és három holland kupa győzelmet ért el. Tagja volt az 1987–88-as BEK-győztes együttesnek. 1994-ben fejezte be az aktív labdarúgást.

### A válogatottban
1980 és 1992 között 73 alkalommal szerepelt a holland válogatottban. Három Európa-bajnokságon és egy világbajnokságon vett részt.
Az 1980-as olaszországi Európa-bajnokságon már tagja volt a keretnek  de még nem ő volt az első számú kapus.
1988-ban az NSZK-beli Európa-bajnokságon aranyérmes, az 1992-es svédországi tornán bronzérmes lett a csapattal.
Tagja volt az 1990-es olaszországi világbajnokságon részt vevő válogatott keretnek.

## Sikerei, díjai
Hollandia
- Európa-bajnokság
  - aranyérmes: 1988, NSZK
  - bronzérmes: 1992, Svédország

 PSV Eindhoven
- Holland bajnokság (Eredivisie)
  - bajnok (6): 1985–86, 1986–87, 1987–88, 1988–89, 1990–91, 1991–92
- Holland kupa (KNVB)
  - győztes (3): 1988, 1989, 1990
- Holland szuperkupa
  - győztes: 1992
- Bajnokcsapatok Európa-kupája (BEK)
  - győztes: 1987–88

Egyéni
- Az év holland labdarúgókapusa
  - győztes (4): 1987, 1988, 1991, 1992